# Natació als Jocs Olímpics d'estiu de 1904 - 1 milla lliure
La prova de la milla estil lliure fou una de les que formà part del programa de natació que es disputà als Jocs Olímpics de Saint Louis de 1904.
Aquesta fou la primera i única vegada que es duia a terme aquesta prova dins el programa dels Jocs Olímpics. En posterior Jocs Olímpics la prova serà substituïda pels 1.500 metres lliures.
Hi van prendre part 7 nedadors procedents de 4 països.

## Medallistes
| Or                | Plata           | Bronze               |
| Emil Rausch (GER) | Géza Kiss (HUN) | Francis Gailey (USA) |

## Resultats
| Posició | Nom                  | Temps     |
| ------- | -------------------- | --------- |
| Or      | Emil Rausch (GER)    | 27' 18.2" |
| Plata   | Géza Kiss (HUN)      | 28' 28.2" |
| Bronze  | Francis Gailey (USA) | 28' 54.0" |
| 4.      | Otto Wahle (AUT)     |           |
| —       | Edgar Adams (USA)    | NF        |
| —       | Louis Handley (USA)  | NF        |
| —       | John Meyers (USA)    | NF        |

NF - No finalitza